# Amt Herzberg (Harz)

Karte des Amtes Herzberg (um 1820)

Das Amt Herzberg (Harz) war ein historisches Verwaltungsgebiet des Fürstentums Grubenhagen, später des Königreichs Hannover bzw. der preußischen Provinz Hannover.

## Geschichte
Schloss Herzberg wurde 1157 durch Heinrich den Löwen erworben, diente am Ende des 14. Jahrhunderts zeitweilig als Residenz der Fürsten von Grubenhagen und entwickelte sich zum Zentrum eines grubenhagenschen Amtes, zu dem neben dem Kernbereich um Herzberg zeitweilig auch Dorste, Schwiegershausen und Wulften gehörten. Dorste und Wulften kamen 1800 zum Amt Katlenburg, Schwiegershausen zum Amt Osterode. 1859 wurde der Amtsprengel um das aufgelöste Amt Scharzfels erweitert. 1885 wurde es aufgehoben und in den Kreis Osterode überführt.

## Gemeinden
Bei seiner Aufhebung (1885) umfasste das Amt folgende Gemeinden:
| - Barbis (*) - Bartolfelde (*) - Elbingerode - Hattorf | - Herzberg (Harz) - Hörden - Lauterberg (*) | - Lütgenhausen - Osterhagen (*) - Pöhlde | - Scharzfeld - Steina (*) - Wollershausen |

(*) Aus dem ehemaligen Amt Scharzfels.
- Karte mit allen verlinkten Seiten:
- OSM |
- WikiMap

## Amtmänner
- 17. Jh.: Stephan Conrad Schmidt (ca. 1657–1712), später Oberamtmann in Wickensen
- 1774–1792: Ernst August Wackerhagen (1717–1792)
- 1818–1825: Carl Wilhelm Lüder, Oberamtmann
- 1826–1830: Georg Friedrich Ludewig Isenbart, Amtmann
- 1831–1842: Johann Otto Friedrich Wilhelm Meister, Amtmann
- 1842–1853: Conrad Gottfried Meder, Amtmann
- 1853–1854: Carl Hermann Roscher, Amtmann
- 1854–1859: Theodor von Wrede, Amtsassessor
- 1859–1877: Carl Böttcher, Amtmann